# Brücke (Leichlingen)
Brücke ist eine Ortslage in der Stadt Leichlingen (Rheinland) im Rheinisch-Bergischen Kreis. Die Ortslage ist heute nicht mehr als eigenständiger Wohnplatz wahrnehmbar, sondern Teil des inneren Stadtzentrums Leichlingens.

## Lage und Beschreibung
Brücke liegt an der Wupper am orographisch rechten Flussufer im Kernort Leichlingens im Bereich der heutigen Brückenstraße, die auch in historischer Zeit den Ort durchlief. Benachbarte, zumeist ebenfalls in den Kernort aufgegangene Orte sind Staderhof, Pastorat, Windgesheide, Scheeresberg, Kaltenberg, Brückerfeld, Bremsen, Unterschmitte, Bockstiege und Bahnhof. Auf der anderen Wupperseite befinden sich die Wohnplätze Am Hammer, Schloss Eicherhof, Büscherhof und der historische Leichlinger Ortskern mit der evangelischen Kirche mit dem Dorf Leichlingen und den Wohnplatz Breuhaus.

## Geschichte

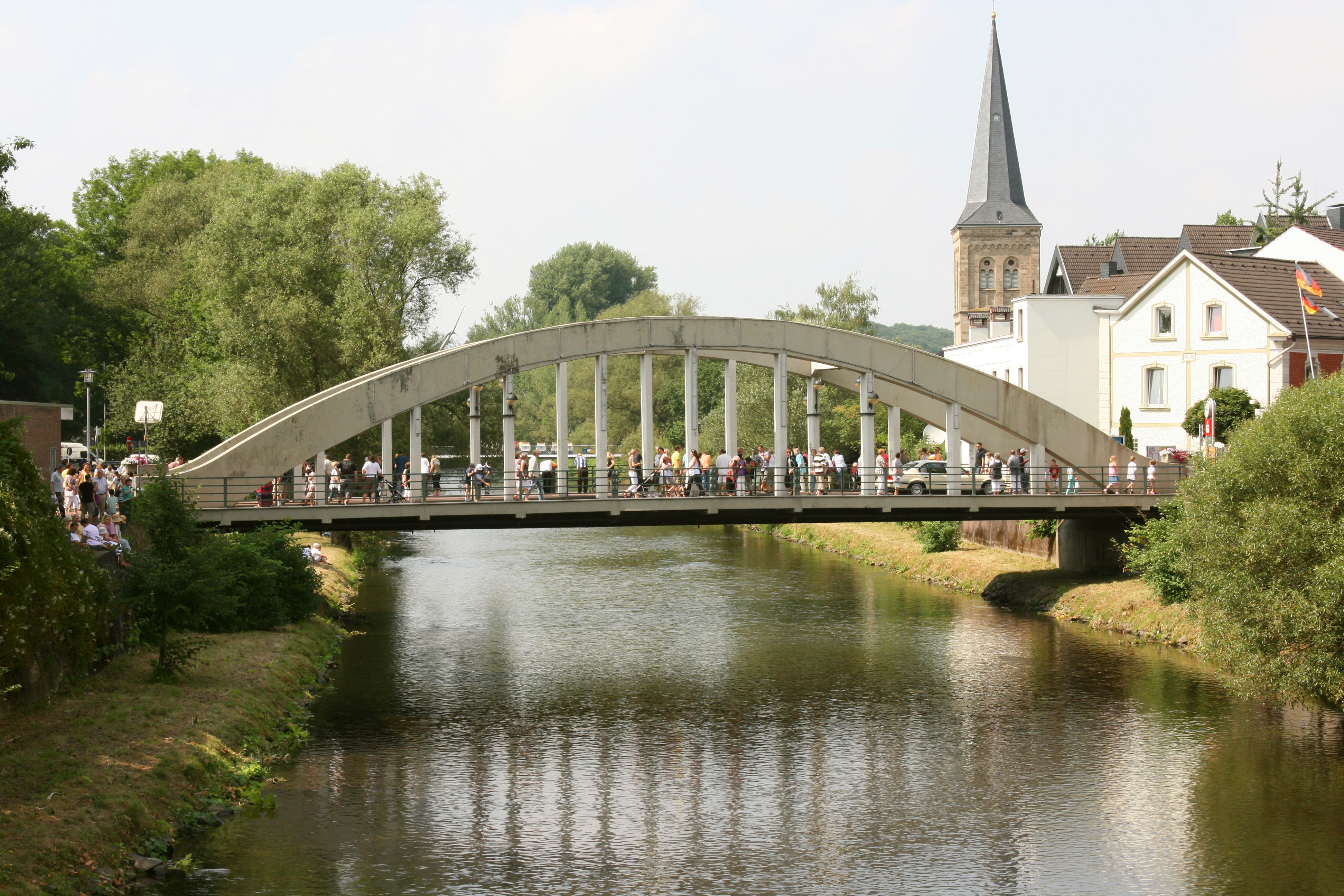
Die heutige Marly-le-Roi-Brücke, im Hintergrund die ev. Kirche

Der Name Brücke für die Siedlung stammt von der Leichlinger Wupperbrücke am Ort. 
Die heutige, 1926 erbaute Marly-le-Roi-Brücke, 1989 benannt nach der französischen Partnerstadt Marly-le-Roi, ist das sechste Brückenbauwerk an dieser Stelle seit 1597, weitere Vorgängerbauten datieren u. a. aus den Jahren 1757 und 1868. 
Bis in die 1920er Jahre wurde zum Unterhalt der Brücke ein Brückenpfennig erhoben. Am rechten Ufer entstand das Dorf Brücke, das im 19. Jahrhundert neben dem Kirchdorf und Büscherhöfen auf der linken Wupperseite der größte Siedlungskern der Bürgermeisterei Leichlingen war.
Brücke war Titularort der Honschaft Brücke des Kirchspiels Leichlingen.
Die Brücke ist auf der Karte Topographia Ducatus Montani aus dem Jahre 1715 eingezeichnet, aber ohne Ort und die Kirche auf der falschen Wupperseite. Im 18. Jahrhundert gehörte der Ort zum Kirchspiel Leichlingen im bergischen Amt Miselohe. Die Topographische Aufnahme der Rheinlande von 1824 zeigt den Ort unbeschriftet und die Preußische Uraufnahme von 1844 verzeichnet ihn als An der Brücke, die Leichlinger Gemeindekarte von 1830 als Brück.
1815/16 lebten 154 Einwohner in Brücke. 1832 gehörte Brücke der Bürgermeisterei Leichlingen an. Der laut der Statistik und Topographie des Regierungsbezirks Düsseldorf als Dorfschaft kategorisierte Ort besaß zu dieser Zeit 21 Wohnhäuser und 139 landwirtschaftliche Gebäude. Zu dieser Zeit lebten 114 Einwohner im Ort, davon 37 katholischen und 77 evangelischen Glaubens.
Im Gemeindelexikon für die Provinz Rheinland werden 1885 22 Wohnhäuser mit 146 Einwohnern angegeben. 1895 besitzt der Ort zwei Wohnhäuser ohne Einwohner, 1905 21 Wohnhäuser und 168 Einwohner.